# Cryptocephalus gibbicollis
Cryptocephalus gibbicollis är en skalbaggsart som beskrevs av Samuel Stehman Haldeman 1849. Cryptocephalus gibbicollis ingår i släktet Cryptocephalus och familjen bladbaggar.

## Underarter
Arten delas in i följande underarter:
- C. g. gibbicollis
- C. g. decrescens